# Kogiidae
Los cógidos o cogíidos (Kogiidae) son una familia de cetáceos odontocetos, que incluye dos especies vivientes, el cachalote pigmeo y el cachalote enano, y tres especies extintas. Algunas clasificaciones no reconocen esta familia y ubican el género Kogia en la familia Physeteridae.

## Descripción
Estos cetáceos se caracterizan por poseer la boca en posición ventral en relación con el cráneo (a diferencia de los delfines y la mayoría de los odontocetos). No poseen dientes en el maxilar superior. El maxilar inferior presenta dientes cónicos. Al igual que el cachalote, poseen espermaceti en el melón.

## Taxonomía
Esta familia solo posee un género y dos especies actuales:
Familia Kogiidae
| Género           | Especie (binomial)       | Nombre vulgar    |
| Aprixokogia †    | Aprixokogia kelloggi †   |                  |
| Kogia            | Kogia breviceps          | Cachalote pigmeo |
| Kogia            | Kogia sima               | Cachalote enano  |
| Praekogia †      | Praekogia cedrosensis †  |                  |
| Scaphokogiinae † | Scaphokogia cochlearis † |                  |